# Рача (Братислава)

Части Раче

Рача  (словац. Mestská časť Rača) — городской округ Братиславы в районе Братислава III. До 1946 года Рача была пригородной деревней Рачишдорф. Расположена у восточных предгорий Малых Карпат и является одним из самых известных регионов с богатыми традициями виноделия.

## География
Рача расположена в юго-восточных предгорьях Малых Карпат на высоте 174 метра над уровнем моря, примерно в 8 км от центра Братиславы. Окрестности Рачи представляют собой живописный ландшафт, лежащий на границе двух природных объектов — Малых Карпат и Дунайской равнины. Почва на склонах благоприятна для выращивания качественных виноградных лоз. Однако в настоящее время горные склоны активно застраиваются и площадь виноградников постоянно сокращается. Через Рачу протекает несколько малых речных потоков, самый известный — Рачанский ручей, в юго-восточной части — пруд Кална. Рача занимает площадь 23,6 км² и здесь проживает почти 21 тысяча человек.

## История
Первое письменное упоминание о Раче относится к 1245 году. Это королевская дарственная грамота, по которой земли вокруг деревни Реча (Рача) были переданы в собственность Лелько и Петру и их сыновьям. Эту территорию они получили в награду за постройку замковой сторожевой башни, а также за образцовую охранную службу в Братиславском замке. Виноградные лозы здесь выращивали еще во времена древних римлян. Упоминается как Вилла Рача в 1237 году, в средние века виноградники простирались от замкового холма и Карловой Веси до Рачи. Указом от 1767 года, Мария Терезия признала красное вино, которое сегодня известно как Рачанская франковка, годным для императорского стола. В средние века Рача была относительно крупным поселением, имела своего мэра и церковь. Сюда с 13 века прибывают немецкие колонисты. В середине 15 века Рача принадлежала графам из Свети-Юра и Пезинок. После битвы при Мохаче (1526) в Раче поселилось большое количество хорватов. С 1647 года Рача имела привилегии вольного города.
В 1768 году императрица Мария Терезия издала городскую хартию. В то время Рача была крупнейшим из поселений, которые сегодня стали частью Братиславы, в ней было 229 домов и 276 налогоплательщиков, преобладало словацкое население. В середине 19 века в Раче было 368 домов и 2421 житель. Во время революции 1848-49 года главный лагерь словацких добровольцев находился в Раче, в июне 1849 года Рачу посетили Штур, Гурбан и Годжа. В 1921 году в Раче проживало 4727 жителей (большинство составляли словаки 69,85 %, чехи 9,82 % и немцы 16,88 %).
С 1 апреля 1946 года Рача вошла в состав Братиславы. На парламентских выборах в мае 1946 года, которые были последними свободными, жители Рачи в основном проголосовали за Демократическую партию, которая набрала 47,9 %. При социализме в Раче велось активное строительство. Если в 1950 году в Раче проживало 6987 жителей, то в 1980 году — уже 21918.

## Название
Деревня Рача первоначально называлась Вилла де Рече (1322), позже имела немецкое название Рехендорф (1414), затем Речесдорф, Рачдорф, что, наконец, и дало начало названию Рачишдорф. После создания Чехословакии название села было изменено на Рачишторф, короткий период (1920 год) село называлось Раславице. С 1946 года используется нынешнее название Рача .

## Демография
По последней переписи населения 2021 года в Раче проживали 25 733 жителя, из них 84,98% словаки, 1,4% венгры, 1,11% чехи, 0,65% вьетнамцы, 0,4% украинцы, 0, 24% русские. 37,24% жителей назвали себя католиками, 3,97% - евангелистами, 1,19% - греко-католиками, 0,66% - православными, 42,81% нерелигиозными. Доля женщин составила 50,58%.
Начальные школы
- Начальная школа Яна Амоса Коменского
- Начальная школа Тбилиска
- Объединенная школа Де Ла Саль
- Начальная школа Пличкова

Средние школы
- Гимназия Губене
- Объединенная школа де Ла Саль (Средняя школа школьных братьев)
- Среднее профессиональное училище средств массовой информации и информатики
- Среднее профессиональное электротехническое училище
- Среднее профессиональное училище информационных технологий
- Полиграфическое среднее профессиональное училище
- Среднее профессиональное училище гостиничного сервиса и бизнеса

Университеты
- Академия словацкой полиции

## Спорт
В Раче есть несколько спортивных клубов. В футболе город представляют клуб «Рача» во 2-й лиге, Реал Рендез в мини-футболе, в хоккее — «Олимп» Рача и «Рачишторф».
Самым успешным видом спорта в Раче является хоккей на траве, хоккейный клуб «Локомотив Рача» — многократные чемпионы Словакии, ранее спортсмены «Локомотива Рача» становились чемпионами Чехословакии в 1981 и 1986 годах. Велоспорт — шоссейный и маунтинбайк также очень популярны в Раче, городской округ организует несколько гонок (например, Мемориал Властимила Ружички).